# Aspis

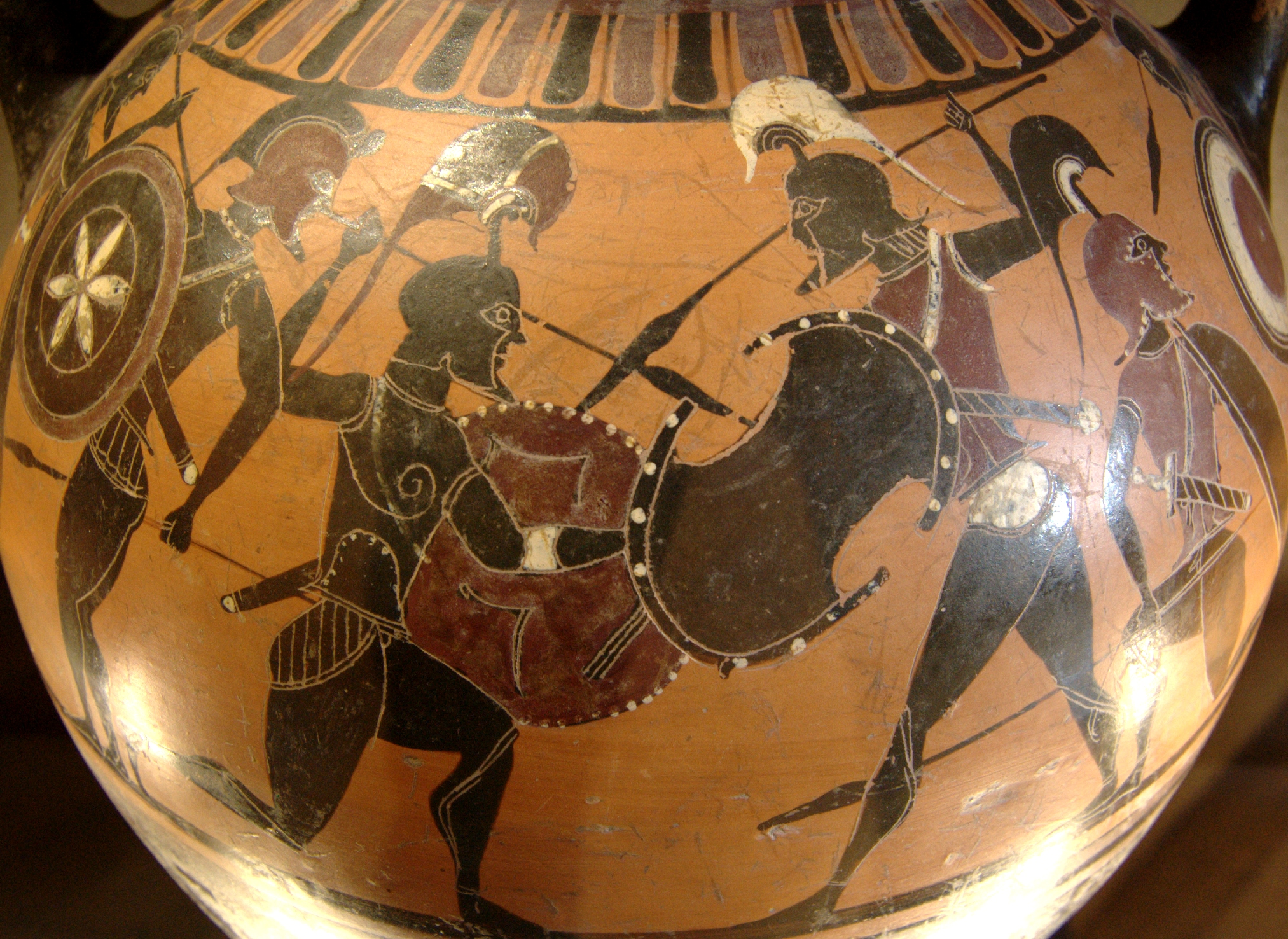
Mischia di opliti greci con hoplon e scudo beotico - Lato B di un'anfora Attica del 570–565 a.C. - Museo del Louvre.

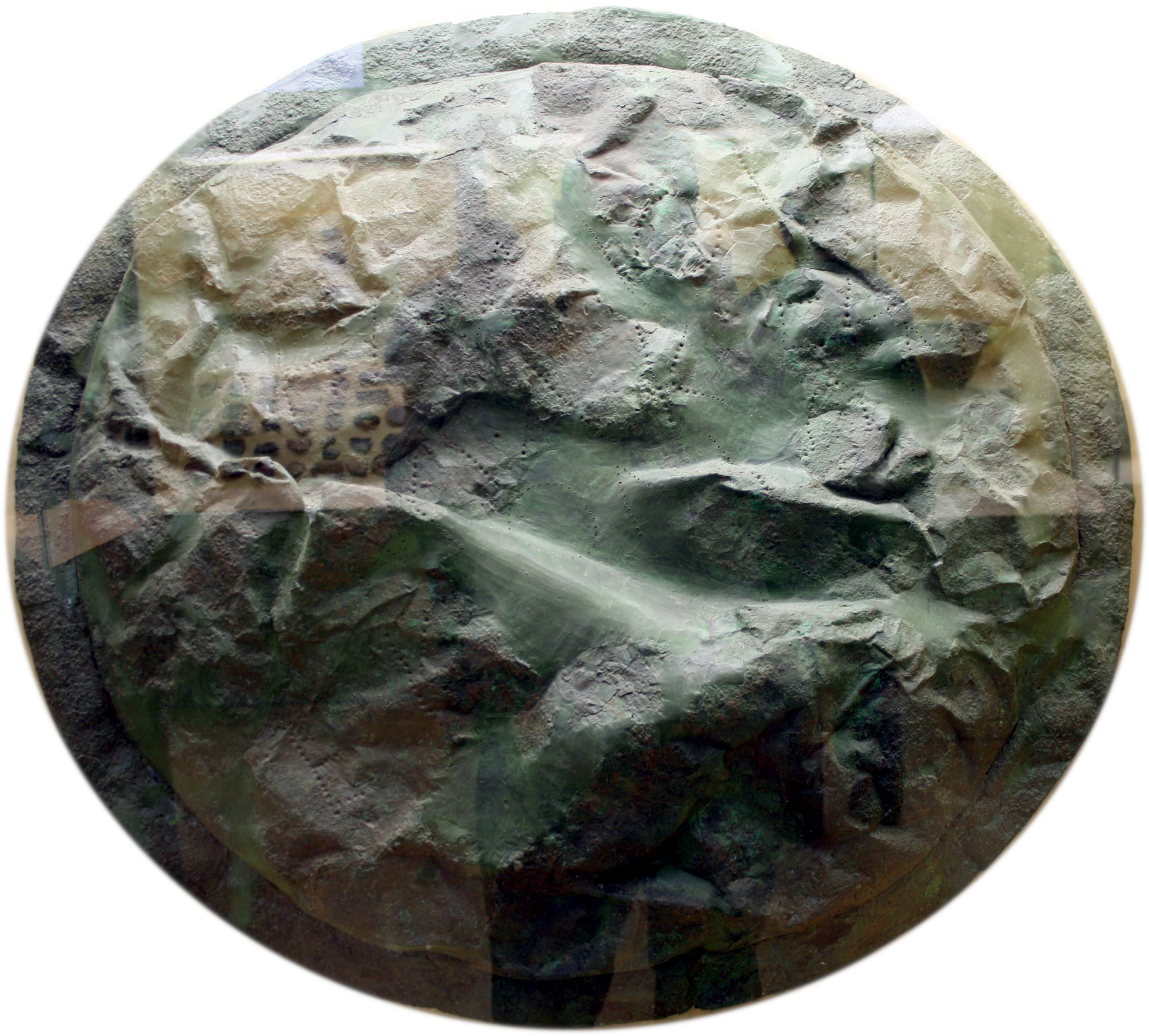
Oplon spartano (425 a.C.) - Museo dell'antica agorà ad Atene

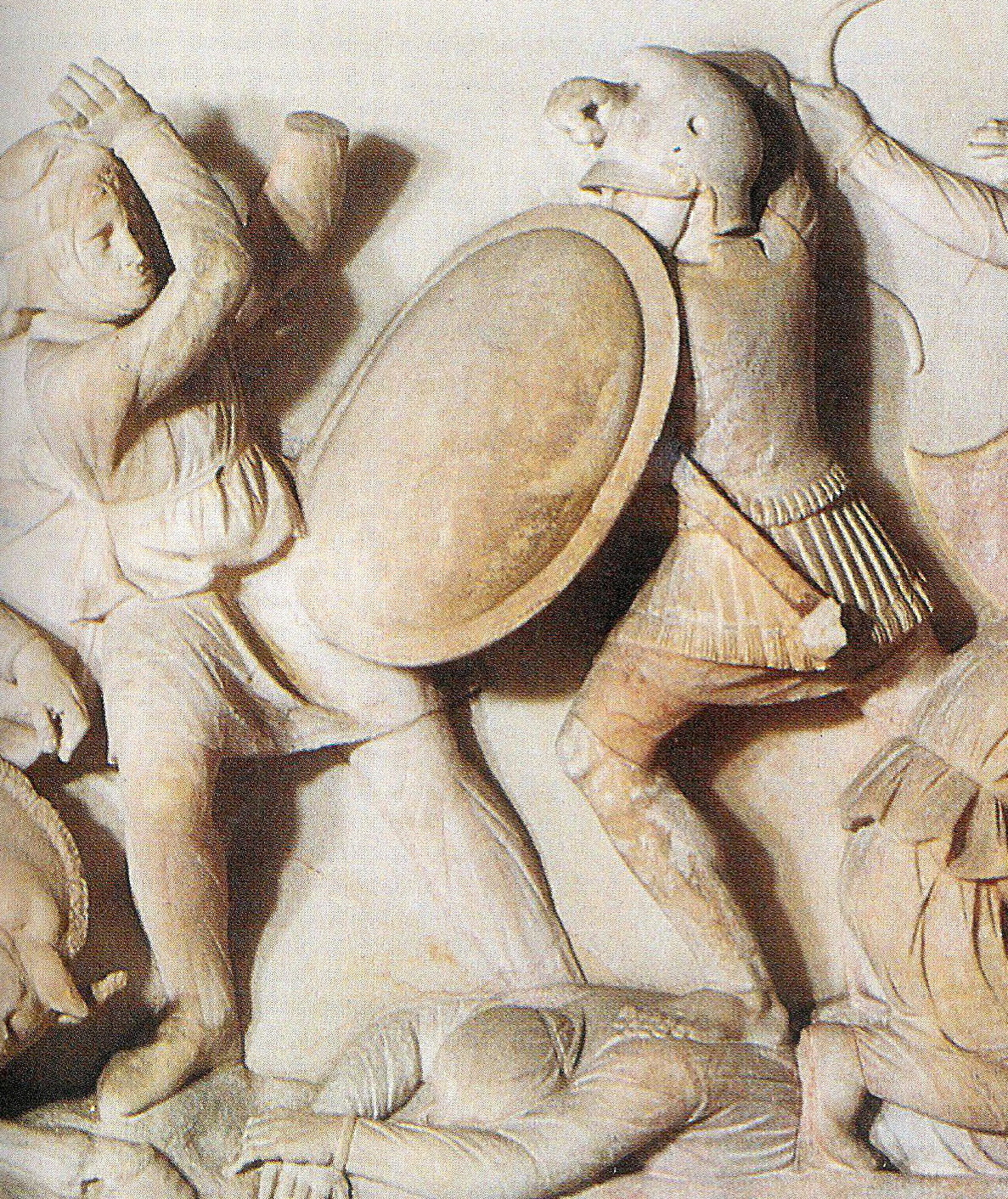
Pezetero macedone con aspis oblungo assicurato alla spalla – particolare dal sarcofago di Alessandro Magno.

Aspis (in greco antico: ἀσπίς?, aspís) è uno dei vocaboli che indicava lo scudo nell'antica Grecia: poteva sia indicare genericamente qualunque tipo di scudo, sia connotare un tipo specifico di scudo in opposizione ad altri.
Interessato da una notevole evoluzione, dagli arcaici modelli minoici sino agli scudi appositamente selezionati per le specializzate forze di fanteria dell'esercito macedone (IV secolo a.C.), subì, nel corso della storia, massicci cambiamenti in quanto a linea e materiali di costruzione.

## Tipologia
I diversi tipi di scudo sviluppati nell'antica Grecia, dalla fase proto-storica all'età classica, svilupparono propri nomi distintivi:
- sakos (σάκος), lo scudo a torre dei Micenei;
- dipylon, l'antico scudo dei guerrieri Dori;
- oplon (ὅπλον) o aspis koile, lo "scudo cavo" degli opliti, anche noto come "scudo argivo";
- scudo beota, ibrido tra il dipylon e l'oplon, probabilmente solo un'arma cerimoniale;
- pelta (πέλτη), lo scudo a crescente dei Peltasti.

Come si evince da questo elenco e come viene ben testimoniato da un noto passaggio della Bibliotheca historica di Diodoro Siculo (90-27 a.C.), lo scudo rivestì sempre un'importanza tale presso i guerrieri dell'antica Grecia per cui la radice fonetica stessa dalla quale sviluppò il nome delle diverse forze di fanteria fu proprio il nome del tipo di scudo da loro imbracciato.
(Diodoro Siculo, Bibliotheca historica, 15.44.3)

## Storia
Le testimonianze di epoca minoica (II millennio a.C.) ci hanno lasciato memoria di scudi ottenuti stendendo uno strato di pellame secco su di un telaio di legno. La forma complessiva del manufatto, in due lobi sovrapposti, rassomigliava notevolmente ad un "8". Questo particolarissimo scudo veniva portato assicurato alla spalla da un laccio di cuoio, il telamone, che ne facilitava il trasporto durante la marcia. Durante gli scontri tra guerrieri, lo scudo veniva spostato frontalmente.
I Micenei, eredi della tradizione minoica (seconda metà del II millennio a.C.), svilupparono una nuova forma di scudo, amplificandone le valenze difensive. Il nuovo manufatto, uno scudo "a torre" noto come sakos (σάκος), concettualmente molto simile al pavese poi sviluppato durante il Medioevo europeo, era alto quanto un uomo, coperto da strati multipli di cuoio bovino (sino a sette strati), arrotondato all'estremità superiore e bombato centralmente sull'asse verticale. Poteva essere irrobustito dalla presenza di una piastra di bronzo. Anche questo aspis, complessivamente molto simile allo scudo in uso presso gli Assiri, veniva spostato tramite il telamone.
Con l'aprirsi del medioevo ellenico (circa 1200 a.C.), gli sconvolgimenti politico-militari che gettarono le basi per lo sviluppo della cultura dorica portarono a radicali sviluppi nell'arte bellica ellenica. Ai primordi dei "Secoli Buii" greci, si diffuse un nuovo tipo di scudo, arrotondato superiormente ma sciancrato nella parte bassa, più leggero rispetto ai modelli minoico-micenei. Concomitantemente con l'emergere dello stile geometrico nell'arte greca (circa 900-700 a.C.), si diffuse poi un secondo tipo di aspis, il dipylon. Si trattava sempre di un'arma di grandi dimensioni, realizzata sovrapponendo strati di cuoio ad un telaio di legno, avente forma arrotondata alle estremità con due profonde inflessioni semi-circolari, una per lato, nella parte centrale. Il dipylon fu espressione di una casta guerriera le cui competenze andavano superando il vecchio modello dello "scontro eroico" tra campioni verso una mischia di schieramenti organizzati
Tra l'VIII ed il VII secolo a.C. apparve una nuova forma di scudo: lo "Scudo cavo" (aspis koile), poi noto come oplon (ὅπλον). Un'arma circolare, bombata al centro, realizzata non più solo con legno e cuoio ma irrobustita da una lamina di bronzo, con un innovativo sistema di sospensione che permetteva di assicurarla saldamente al braccio sinistro onde permettere al guerriero una raffinata scherma di scudo-e-lancia o scudo-e-spada. I guerrieri armati di oplon (v. Opliti) venivano disposti in un compatto schieramento noto come falange oplitica: uno stile di combattimento che avrebbe decretato per secoli la supremazia bellica della fanteria pesante a discapito delle altre unità militari. Sviluppato probabilmente nella polis di Argo, da cui il nome "scudo argivo", e primariamente diffusosi presso i grandi centri di Atene, Sparta e Corinto, l'oplon venne poi (VI secolo a.C.) adottato dalle altre città dell'Antica Grecia e, successivamente, della Magna Grecia (es. Siracusa). La successiva egemonia egea sul Mediterraneo (V secolo a.C.) diffuse l'uso dell'oplon e della formazione a falange presso i popoli interessati da continui scambi/scontri con le potenze del mondo greco: Etruschi ed Antichi Romani, Traci, Egizi ecc.
Fu solo a partire dal IV secolo a.C. che l'uso dell'oplon, congiuntamente alla falange "classica", iniziò a decadere, portando a nuove variazioni nella tipologia degli scudi in uso ai Greci.
Nella Guerra di Corinto (395 a.C.-387 a.C.), il generale ateniese Ificrate ridusse le dimensioni dello scudo onde garantire ai falangiti la possibilità di imbracciare una lancia più lunga, necessarie per tenere lo schieramento nemico a distanza mentre, sui fianchi, le truppe degli schermagliatori (peltasti e toxotes) ne assottigliavano le file con il lancio di dardi e giavellotti. Il nuovo scudo in uso agli opliti prese a modello quello dei peltasti, schermagliatori originari della Tracia, la pelta (πέλτη), anche nota come "scudo trace", un'arma in vimini a forma di crescente.
Una cinquantina d'anni dopo le innovazioni ificratee, Filippo II di Macedonia riformava le forze di fanteria del suo regno. Il ristrutturato esercito macedone, la cui somma espressione fu la falange macedone, accorpò in sé le varie forze di fanteria, vecchie e nuove, della tradizione greca, tanto quanto i vari tipi di aspis:
- I pezeteri schierati nella falange ed armati con la lunghissima sarissa vennero dotati di uno scudo ellittico dal profilo allungato, da agganciarsi alla spalla tramite un telamone come l'antico scudo minoico;
- Gli hypaspistai (lett. "Portatori di scudo") erano una truppa di opliti d'élite, di supporto al fianco debole dei pezeteri, armati con il solido oplon della Grecia Classica;
- Gli schermagliatori erano lanciatori di giavellotto armati con la pelta dei Traci.

Il modello dell'esercito macedone dettò la moda nelle forze armate della Grecia e del Medioriente antico sino a che queste regioni non entrarono sotto la sfera d'influenza dell'Impero romano, il cui esercito era costituito primariamente da legionari equipaggiati con lo scutum, un massiccio scudo rettangolare in legno e cuoio rinforzato da una borchia centrale di bronzo.